# Dehydroepiandrosteron

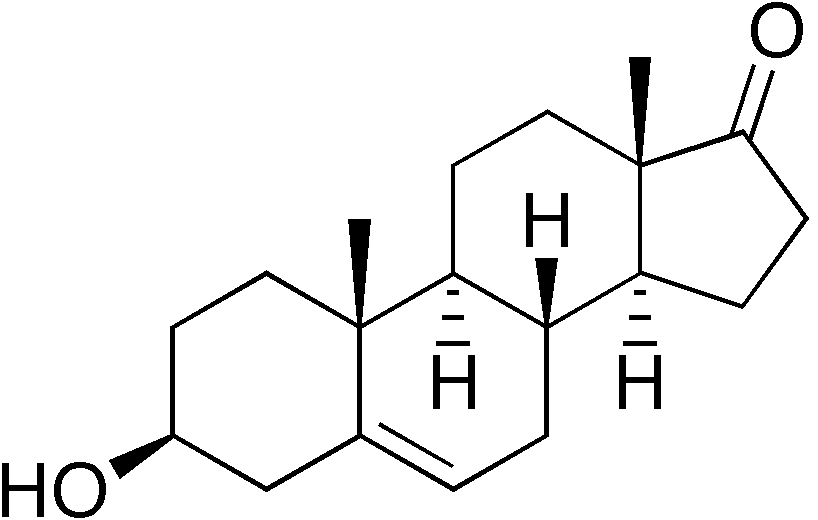
Strukturformel

Dehydroepiandrosteron, förkortat DHEA, är ett steroidhormon som produceras i binjuren av kolesterol.
I USA går det att köpa DHEA receptfritt.
DHEA verkar framför allt som prohormon till testosteron.